# Liu Wei
Liu Wei (chinês: 刘伟): 1969) é uma ex-mesa-tenista chinesa.

## Carreira
Liu Wei representou seu país nos Jogos Olímpicos de 1996, na qual conquistou a medalha de prata em duplas.
Ela faz parte do Hall da Fama da ITTF.